# Vriesův průliv
Vriesův průliv (rusky Пролив Фриза) je úžina v Tichém oceánu, která odděluje dva z hlavních Kurilských ostrovů. Nachází se mezi severovýchodním koncem ostrova Iturup a jihozápadním výběžkem ostrova Urup. Průliv spojuje Ochotské moře s Tichým oceánem. Nachází se v ruských teritoriálních vodách, spadá do Sachalinské oblasti.

## Geografie
Průliv dosahuje délky cca 30 km a minimální šířky cca 40 km. Maximální hloubka je 1300 m. Pobřeží průlivu je strmé a skalnaté.
Slanost vody v průlivu se pochybuje od 33,0 do 34,3 ‰.
V severní části průlivu se nachází Bajdaročnaja zátoka a záliv Ščukina. Do průlivu padají vody z vodopádu Ilja Muromec, což je jeden z nejvyšších ruských vodopádů.
Průměrný příliv podél břehů průlivu je 1 m. V chladném období průliv nezamrzá, ale od února do března se v něm objevují plovoucí ledové kry.

## Historie
Průliv byl objeven nizozemským mořeplavcem Maartenem Gerritszem de Vriesem v roce 1643 a po svém objeviteli získal i jméno. De Vries mylně považoval ostrov Iturup za severovýchodní cíp Hokkaida a ostrov Urup za součást amerického kontinentu.
V roce 1855 byla podepsána tzv. Šimodská dohoda mezi Ruskem a Japonskem, která definovala Vriesův průliv jako hranici mezi oběma zeměmi. V roce 1875 se celé Kurilské ostrovy staly součástí Japonska a úžina přestala být hranicí. Po obsazení Kurilských ostrovů Sovětským svazem v roce 1945 je na japonských mapách průliv opět veden jako hraniční čára.

## Využití
S hloubkou 1300 m je Vriesův průliv jedním z dopravních uzlů při plavbě z Ochotského moře do Tichého oceánu.